# Oberteuringen
Oberteuringen település Németországban, azon belül Baden-Württembergben. Lakosainak száma 5110 fő (2023. december 31.).

## Népesség
A település népessége az elmúlt években az alábbi módon változott:
| Lakosok száma | 1738 | 2237 | 2712 | 2970 | 3362 | 3730 | 4042 | 4365 | 4451 | 5110 |
|               | 1961 | 1967 | 1974 | 1980 | 1987 | 1993 | 2000 | 2006 | 2013 | 2023 |